# Iraota lysippus
Iraota lysippus är en fjärilsart som beskrevs av Hans Fruhstorfer 1907. Iraota lysippus ingår i släktet Iraota och familjen juvelvingar. Inga underarter finns listade i Catalogue of Life.